# Ickbach (Düssel)
Der Ickbach ist ein Bach in Düsseldorf. Um das Jahr 1900 wurde er unterirdisch kanalisiert, seitdem verläuft er komplett unterirdisch und ist auf aktuellen Stadtplänen nicht mehr verzeichnet, sein genauer Verlauf ist nicht bekannt. Sein Nord- und sein Südarm vereinigen sich in Oberbilk und münden kurz darauf rechtsseitig in die Düssel. Eine nach ihm benannte Straße verlief auf dem Gelände des heutigen Rheinbahnbetriebshof in Lierenfeld. Das nach ihm benannte Dorf Icklack findet sich noch heute im Straßennamen An der Icklack. Ende 2010 war der Ickbach in der lokalen Presse ein Thema, als bei Bauarbeiten ein „unterirdisch verrohrtes Gewässer“ gefunden wurde.